# Нампейо

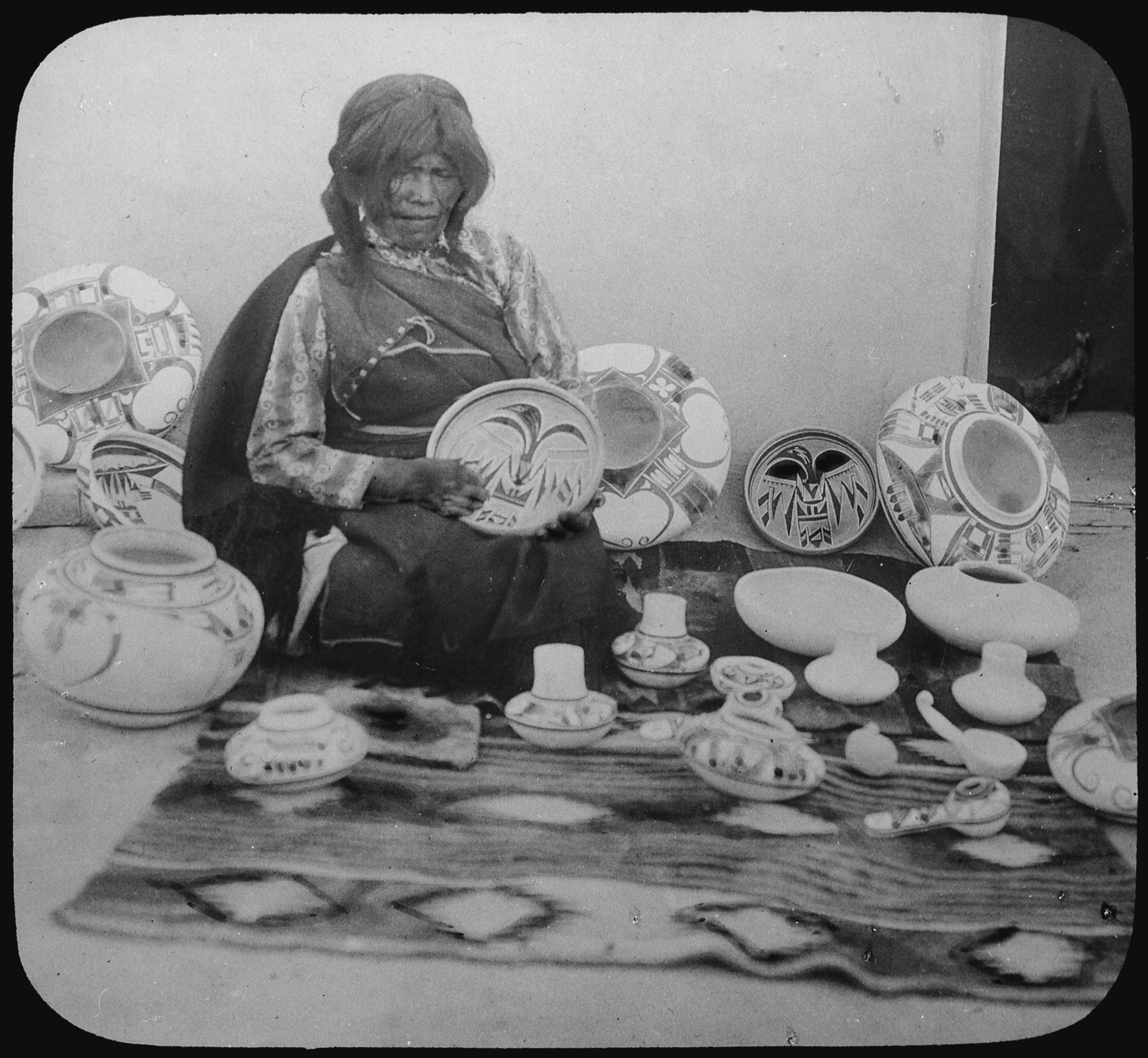
Нампейо, фото Генри Пибоди, около 1900 г.

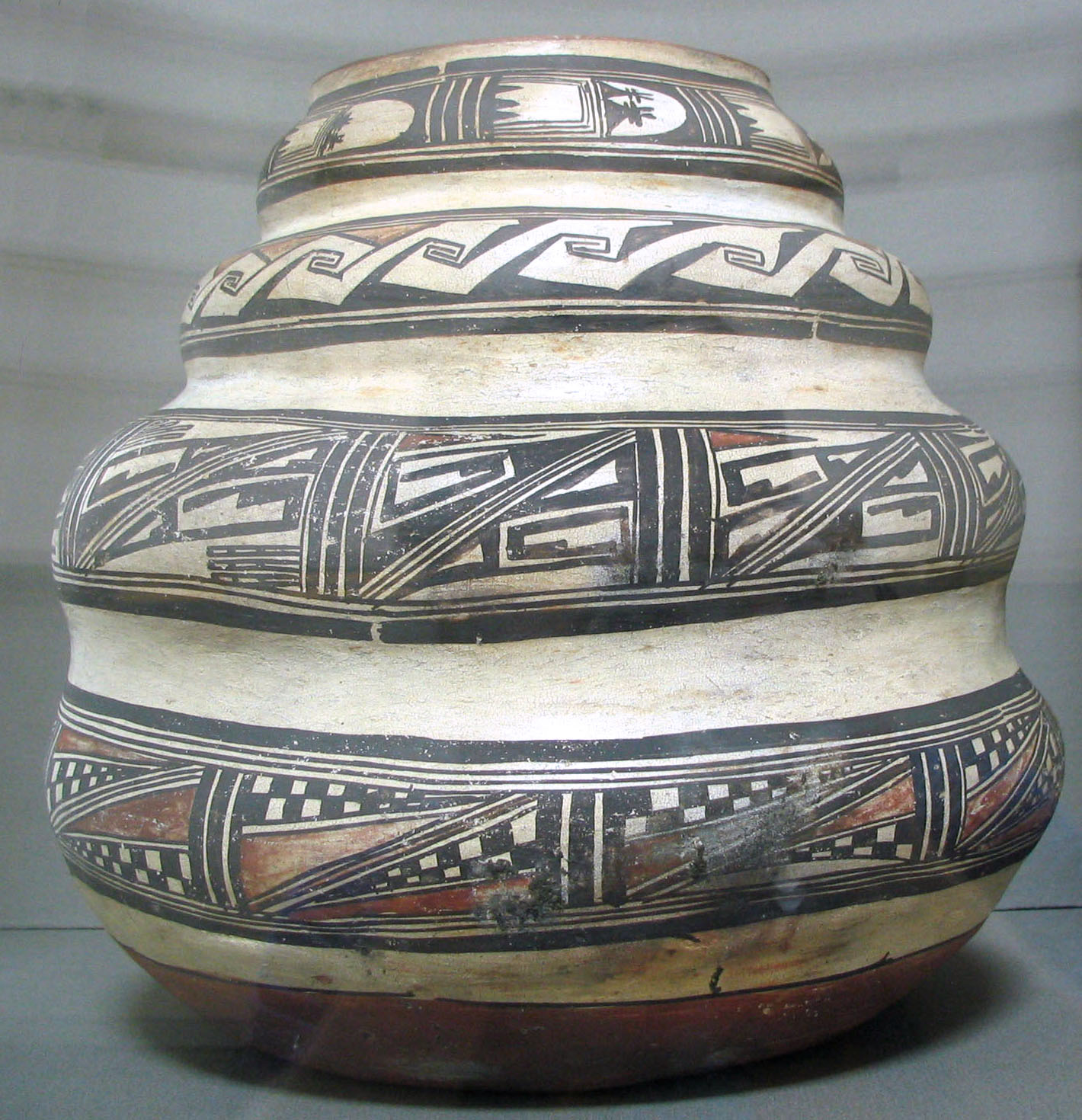
Сосуд работы Нампейо, изготовлен около 1880 г.

Нампейо, Nampeyo, на языке хопи Num-pa-yu — «змея, которая не кусает» — династия художниц-керамисток из племени хопи (юго-запад США).

## Айрис Нампейо
Наибольшую известность получила основательница династии Айрис Нампейо, Iris Nampeyo (1859?1860?—1942), проживавшая в Резервации Хопи на территории современного штата Аризона. Ещё ребёнком получила христианское имя Айрис, однако была более известна под именем Num-pa-yu, которое в английской записи трансформировалось в Nampeyo и стало её фамилией. Родилась в пуэбло Хано, где проживали в основном индейцы племени тева, бежавшие на запад в земли хопи после восстания пуэбло 1680 года. Мать Нампейо была из племени тева, а отец — из племени хопи.
Народ хопи был известен своими изящными керамическими изделиями, и Нампейо вскоре стала одним из лучших керамистов хопи, научившись этому искусству от бабушки по своему отцу. В 1870-е годы изготовление керамики стало источником её постоянного дохода — она продавала керамику владельцу местной фактории Томасу Киму (Thomas Keam). С этого времени Нампейо всё больше интересуется керамикой древних пуэбло, считая её более развитой, чем керамику современных ей индейцев-пуэбло. Второй муж Айрис Нампейо, по имени Лесу (Лессо), работал в группе археолога Уолтера Фьюкса (en:J. Walter Fewkes) при раскопках руин доисторического поселения Сикьятки в 1890-е годы. Лесу собрал осколки старинной керамики, а Фьюкс выполнил изображения древних керамических сосудов, что вдохновило Нампейо на создание оригинальных керамических изделий.
Нампейо выработала собственный стиль, основанный на традиционных орнаментах керамики. Её работы приобретали Смитсоновский институт и коллекционеры из разных стран. В 1904 и 1907 году она изготавливала керамику по заказу компании «Фред Харви», владевшей крупной сетью ресторанов быстрого питания. Вместе с мужем ездили в Чикаго в 1898 и 1910 годы, где выставлялись её работы.
С 1925 года Нампейо начинает терять зрение, однако продолжает работать на ощупь; с этого времени раскраской керамики занимаются её родственники, в том числе дочери, которые также стали известными керамистками. Так она работала до самой смерти в 1942 году.
Фотография Нампейо нередко используется как символ народа хопи. Ближе к концу её жизни мастерская Нампейо стала местом паломничества туристов, а её деятельность привела к расцвету керамического искусства хопи, появлению новых форм и орнаментов.
В честь Айрис Нампейо назван кратер на Меркурии.

## Династия Нампейо
Традиции, заложенные Айрис Нампейо, продолжили её потомки, также известные художницы-керамистки:
- Фанни Нампейо, en:Fannie Nampeyo — дочь
- Элва Нампейо, en:Elva Nampeyo — внучка
- Декстра Квотскуйва, en:Dextra Nampeyo Quotskuyva — правнучка